# ۷۷۳ (خورشیدی)
۷۷۳ هفتصد و هفتاد و سومین سال هجری خورشیدی است.